# Royal Rumble (1999)
Royal Rumble (1999) – 12. edycja gali wrestlingu Royal Rumble wyprodukowana przez federację World Wrestling Federation (WWF), która odbyła się 24 stycznia 1999 w hali Arrowhead Pond of Anaheim w Anaheim w stanie Kalifornia. Gala oferowała aż dziewięć walk w tym jedną będącą dark matchem oraz dwie nagrane dla programu Sunday Night Heat. Głównym wydarzeniem był Battle Royal Royal Rumble match, który wygrał prezes federacji WWF – Mr. McMahon, eliminując jako ostatniego z ringu swojego największego rywala – Stone Colda Steve’a Austina i tym samym otrzymał prawo do walki o WWF Championship na gali WrestleMania XV.
W pozostałych ważnych walkach podczas gali The Rock pokonał Mankinda w I Quit matchu o WWF Championship – walka ta przeszła do historii wrestlingu ze względu na jej brutalny przebieg – wydarzenia z tego starcia zostały przedstawione w filmie dokumentalnym pt. Beyond the Mat. Pozostałe tytuły mistrzowskie jakie znalazły się na szali – tj. WWF Intercontinental Championship, WWF European Championship i WWF Women’s Championship zostały obronione przez swoich posiadaczy.
Był to pierwszy w historii Royal Rumble match, w którym udział wzięła kobieta, a była nią Chyna.

## Rezultaty

### Walki kwalifikacyjne do Royal Rumble matchu
- Stone Cold Steve Austin pokonał The Undertakera w Buried Alive matchu na gali Rock Bottom: In Your House, tym samym otrzymując kwalifikację do uczestnictwa w Royal Rumble matchu.
- Chyna wygrała „Corporate Rumble” match pomiędzy stajnią D-Generation X a Corporation o 30. uczestnika w Royal Rumble matchu[5]. Corporate Rumble match odbył się 11 stycznia 1999 podczas odcinka Raw is War. Poniżej lista eliminacji:

| Wchodzący jako | Wrestler     | Stajnia         | Wyeliminowany jako | Wyeliminowany przez | Czas w ringu | Liczba wyeliminowanych przeciwników |
| -------------- | ------------ | --------------- | ------------------ | ------------------- | ------------ | ----------------------------------- |
| 1              | Ken Shamrock | The Corporation | 1                  | Samego siebie       | 00:05        | 0                                   |
| 2              | Billy Gunn   | D-Generation X  | 2                  | Test                | 02:58        | 0                                   |
| 3              | Big Boss Man | The Corporation | 7                  | McMahon             | 08:08        | 1                                   |
| 4              | Test         | The Corporation | 4                  | Kane                | 05:12        | 1                                   |
| 5              | X-Pac        | D-Generation X  | 6                  | Boss Man            | 04:10        | 0                                   |
| 6              | Road Dogg    | D-Generation X  | 3                  | Kane                | 01:51        | 0                                   |
| 7              | Kane         | The Corporation | 5                  | Triple H            | 01:29        | 2                                   |
| 8              | Triple H     | D-Generation X  | 8                  | McMahon             | 02:58        | 1                                   |
| 9              | Mr. McMahon  | The Corporation | 9                  | Chyna               | 01:42        | 2                                   |
| 10             | Chyna        | D-Generation X  | –                  | Zwyciężczyni        | 00:04        | 1                                   |

### Karta walk gali
| Nr                                                                                    | Wyniki                                                                                               | Stypulacje                                                                                    | Czas  |
| ------------------------------------------------------------------------------------- | --- | --------------------------------------------------------------------------------------------- | ----- |
| 1D                                                                                    | Christian pokonał Jeffa Hardy’ego                                                                    | Singles match                                                                                 | 11:00 |
| 2                                                                                     | The J.O.B. Squad (Bob Holly i Scorpio) pokonali Too Much (Briana Christophera i Scotta Taylora)      | Tag team match                                                                                | 3:52  |
| 3                                                                                     | Mankind pokonał Mabela przez dyskwalifikację                                                         | Singles match                                                                                 | 5:04  |
| 4                                                                                     | Big Boss Man pokonał Road Dogga                                                                      | Singles match                                                                                 | 11:52 |
| 5                                                                                     | Ken Shamrock (c) pokonał Billy’ego Gunna przez poddanie                                              | Singles match o WWF Intercontinental Championship                                             | 14:24 |
| 6                                                                                     | X-Pac (c) pokonał Gangrela                                                                           | Singles match o WWF European Championship                                                     | 5:53  |
| 7                                                                                     | Sable (c) pokonała Lunę Vachon (w/ Shane McMahon)                                                    | Strap match o WWF Women’s Championship                                                        | 4:43  |
| 8                                                                                     | The Rock pokonał Mankinda (c)                                                                        | "I Quit" match o WWF Championship                                                             | 21:46 |
| 9                                                                                     | Mr. McMahon wygrał Royal Rumble match eliminując jako ostatniego z ringu Stone Colda Steve’a Austina | 30-osobowy Royal Rumble match na walkę o mistrzostwo WWF Championship na gali WrestleMania XV | 56:38 |
| (c) – mistrz/mistrzyni przed walkąD – walka była dark matchem (nietransmitowana w TV) | |                                                                                               |       |

### Royal Rumble match
Nowy zawodnik wchodził do ringu co 90 sekund.
| Wchodzący jako | Wrestler                | Wyeliminowany jako | Wyeliminowany przez        | Czas w ringu | Liczba wyeliminowanych przeciwników |
| -------------- | ----------------------- | ------------------ | -------------------------- | ------------ | ----------------------------------- |
| 1              | Stone Cold Steve Austin | 29                 | Mr. McMahon                | 56:38        | 8                                   |
| 2              | Mr. McMahon             | –                  | Zwycięzca                  | 56:38        | 1                                   |
| 3              | Golga                   | 1                  | Stone Cold Steve Austin    | 00:15        | 0                                   |
| 4              | Droz                    | 7                  | Mabel                      | 12:30        | 0                                   |
| 5              | Edge                    | 8                  | Road Dogg                  | 11:51        | 1                                   |
| 6              | Gillberg                | 2                  | Edge                       | 00:06        | 0                                   |
| 7              | Steve Blackman          | 4                  | Mabel                      | 07:22        | 0                                   |
| 8              | Dan Severn              | 3                  | Mabel                      | 05:43        | 0                                   |
| 9              | Tiger Ali Singh         | 5                  | Mabel                      | 04:02        | 0                                   |
| 10             | The Blue Meanie         | 6                  | Mabel                      | 02:59        | 0                                   |
| 11             | Mabel                   | 9                  | Bradshaw, Faarooq i Mideon | 01:26        | 5                                   |
| 12             | Road Dogg               | 12                 | Kane                       | 10:41        | 3                                   |
| 13             | Gangrel                 | 10                 | Road Dogg                  | 00:26        | 0                                   |
| 14             | Kurrgan                 | 13                 | Kane                       | 06:54        | 0                                   |
| 15             | Al Snow                 | 11                 | Road Dogg                  | 00:47        | 0                                   |
| 16             | Goldust                 | 15                 | Kane                       | 04:02        | 0                                   |
| 17             | The Godfather           | 14                 | Kane                       | 01:40        | 0                                   |
| 18             | Kane                    | 16                 | Samego siebie              | 00:53        | 4                                   |
| 19             | Ken Shamrock            | 17                 | Stone Cold Steve Austin    | 04:50        | 0                                   |
| 20             | Billy Gunn              | 18                 | Stone Cold Steve Austin    | 07:05        | 0                                   |
| 21             | Test                    | 19                 | Stone Cold Steve Austin    | 12:48        | 0                                   |
| 22             | Big Boss Man            | 28                 | Stone Cold Steve Austin    | 18:53        | 2                                   |
| 23             | Triple H                | 25                 | Stone Cold Steve Austin    | 14:21        | 2                                   |
| 24             | Val Venis               | 24                 | Triple H                   | 12:41        | 0                                   |
| 25             | X-Pac                   | 20                 | Big Boss Man               | 05:44        | 0                                   |
| 26             | Mark Henry              | 22                 | Chyna                      | 07:57        | 0                                   |
| 27             | Jeff Jarrett            | 21                 | Triple H                   | 03:39        | 0                                   |
| 28             | D’Lo Brown              | 27                 | Big Boss Man               | 09:11        | 0                                   |
| 29             | Owen Hart               | 26                 | Stone Cold Steve Austin    | 06:31        | 0                                   |
| 30             | Chyna                   | 23                 | Stone Cold Steve Austin    | 00:35        | 1                                   |